# VoLTE

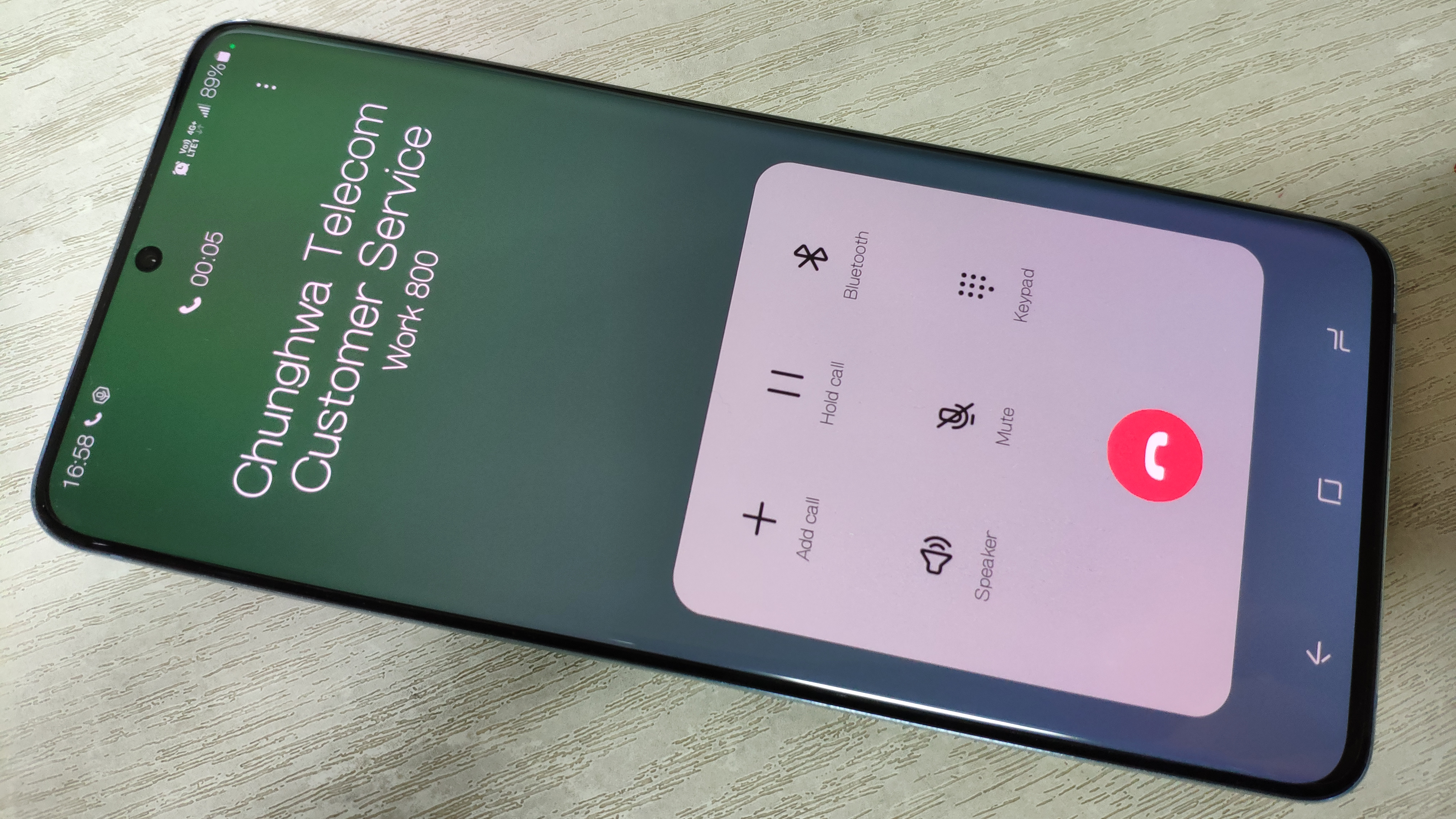

VoLTE(Voice over LTE)는 롱 텀 에볼루션(Long Term Evolution, LTE) 및 4세대 이동통신인 LTE 어드밴스트(LTE Advanced, LTE-A)에서 지원하는 기술로, 고속 데이터 통신 패킷망인 LTE에서도 기존 서킷망과 같이 음성통화를 가능하게 만든 기술이다. MVoIP 통화와 같은 방식으로 통신사가 품질을 보증하면서 기존 서킷통화 방식에 비해 연결속도가 빠르고 통화음질도 대폭 향상된다는 특징을 가지고 있다. 롱 텀 에볼루션에서는 선택사항으로 적용되지만, LTE 어드밴스트에서는 기본으로 적용된다.

## 국내 서비스 현황

### 상용화 일정
- 2012년 8월 8일: SK텔레콤과 LG유플러스 VoLTE (SKT의경우 HD보이스) 시범서비스 상용화
- 2012년 10월: KT HD보이스 시범서비스 상용화
- 2013년 7월 17일: LG유플러스 VoLTE 세계최초 디폴트온 및 부분 공식 상용화[1]
- 2015년 6월 1일: LG유플러스 VoLTE 공식 상용화
- 2015년 6월 3일: SK텔레콤 VoLTE 공식 상용화

### 서비스 명칭
- SK텔레콤과 KT: HD보이스
- LG유플러스: VoLTE / 지음

한계
2016년 4월 기준, 한국 내 통화만, VoLTE가 적용되었고, 국제전화 등은 적용이 지연되고 있다.